# Сугамо (тюрьма)
Сугамо (яп. 巣鴨拘置所 Сугамо ко:тисё) — тюрьма в Токио, которая располагалась в квартале Икэбукуро (в настоящее время часть спецрайона Тосима). Основана в 1920-х годах, закрыта из-за возраста здания в 1971 году.

## История

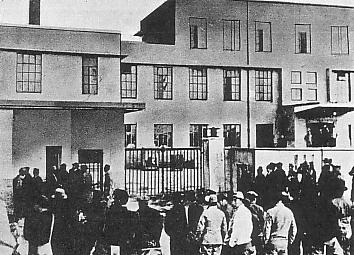

Тюрьма Сугамо была первоначально построена в 1895 году по образцу тюрем Европы. К 1930-м годам она стала известна тем, что в ней содержались политические заключенные, включая многих коммунистов и других инакомыслящих, которые нарушали Законы о сохранении мира в 1930-1940-х годах. Тюрьма также использовалась для содержания пленных офицеров союзников во время Второй мировой войны, а также летчиков.
Тюрьма не была повреждена во время бомбардировок Токио. Во время оккупации Японии войсками Союзников тюрьма использовалась для содержания подозреваемых в военных преступлениях, там они ждали Международного военного трибунала для Дальнего Востока. После завершения судебного разбирательства Сугамо использовалась для заключения некоторых из осуждённых (в частности, вице-адмирала Тюити Хары) и была местом исполнения семи смертных приговоров путём повешения 23 декабря 1948 года.. Тюрьма также была местом казни 51 японского военного преступника, которые были осуждены на Иокогамском процессе по военным преступлениям. Последние 7 казней были приведены в исполнение 7 апреля 1950 года.
В 1930-х и 1940-х годах в ней размещались коммунисты, а с началом Второй мировой войны — разведчики из коммунистических стран, в том числе Рихард Зорге, который был повешен в тюрьме 7 ноября 1944 года.
В мае 1952 года американские военные силы передали тюрьму под управление японского правительства, в результате чего большинство из оставшихся в ней военных преступников к 1955 году были помилованы или условно-досрочно освобождены.
В 1971 году комплекс был закрыт из-за возраста здания.
В 1978 году на месте тюрьмы был возведён небоскреб Sunshine 60.

## Условия содержания
Заключённые ели японскую пищу, подготовленную японским персоналом, сами себя обслуживали. Некоторые из овощей, используемых в этих блюдах, были выращены на территории комплекса.